# Tres Mezquites
Tres Mezquites es una localidad del estado mexicano de Michoacán. Es parte del municipio de José Sixto Verduzco.

## Demografía
| Gráfica de evolución demográfica |
|                                  |

| Censo | Población |
| ----- | --------- |
| 1900  | 475       |
| 1910  | 483       |
| 1921  | 246       |
| 1930  | 256       |
| 1940  | 432       |
| 1950  | 840       |
| 1960  | 1271      |
| 1970  | 1601      |
| 1980  | 1876      |
| 1990  | 2317      |
| 2000  | 1884      |
| 2010  | 1966      |
| 2020  | 1966      |